# Видубичі
Ви́дубичі (Ви́добичі, Ви́добич, Ви́добеч) — історична місцевість міста Києва. Це схил гори між Наддніпрянським шосе і Звіринцем.

## Історія
На південь від Києво-Печерського монастиря розташована історична місцевість Звіринець. Назва її походить від звіриних ловів, що їх влаштовували київські князі в довколишніх лісах, а, може, й від місця, де утримувалися для втіхи двору та полювання навчені звірі та птахи: соколи, ведмеді тощо. На території Звіринця, гадають, стояв Красний двір князя Всеволода Ярославича. 1096 року його зруйнували половці, а після пограбування Києва у XI ст. Юрієм Долгоруким він зник взагалі. На Звіринці було два селища — Печерський Звіринець і просто Звіринець. На Печерському була церква Іоанна Предтечі, там також містилося велике кладовище. На Звіринці, як і в Києво-Печерській лаврі, є підземні печери, у яких колись було безліч поховань різних часів. Печери мали усипальниці, церкву, престол, жертовник. На стінах печерної церкви збереглися написи з іменами ігуменів колишнього стародавнього Звіринецького Видубицького монастиря, який було засновано до монгольської навали.
Теперішній Видубицький монастир, що колись посідав за своєю святістю друге місце після Печерського, знаходиться за Звіринцем, у мальовничій улоговині над Дніпром.
Згадується у 1070 році у зв'язку з початком будівництва Красного двору (резиденції київського князя Всеволода Ярославича), згодом Видубицького монастиря. За переказами після Хрещення Русі 988 року, саме перед цією горою з Дніпра взимку занурився під кригу дерев'яний ідол язичницького бога Перуна, бо був скинутий у Дніпро поблизу Подолу, де через судноплавство Дніпро не покривався льодом, а до зазначеного місця за течією Дніпра бігли язичники й кричали своєму ідолові: «Видибай!» (тобто «видибни», «випірни», «винирюй», «вспливай»).
1054 року князь Ярослав перед своєю смертю ділив поміж синами свої землі й подарував Видубичі наймолодшому синові — переяславському князеві Всеволоду. 1069 року Всеволод збудував у Видубичах великий Красний двір — чимале укріплене городище із замком посередині, надійно захищене з трьох боків горами та валами. У ньому було багато споруд для дружинників, челяді. З четвертого боку проходив рів. Сліди давнього двору знищено під час будівництва 1810 року нової Видубицької фортеці. А займав він понад 2 га. Красний двір був улюбленою резиденцією Всеволода Ярославича. Навколо пролягали розкішні угіддя, ліси, родючі землі. Неподалік збудували пристань, яка приймала човни з купцями з Лівобережжя. Біля пристані виросли постоялі двори, крамниці. Саме на Красному дворі відбувалися князівські з'їзди, укладалися угоди з іноземними державами, влаштовувалися пишні учти. З часом Всеволод, очевидно бажаючи мати місце для молитви на самоті, вирішив збудувати неподалік стародавнього Звіринецького печерного монастиря Михайлівську церкву (1070—1088 рр.), а при ньому наземний монастир. Наприкінці свого життя хворий Всеволод переїхав зі свого київського палацу у Видубицький монастир, де й помер 1093 року. Прах його перенесли й поховали поруч із батьковим у Софійському соборі.
Після Всеволода київським князем став його небіж Святополк (1093—1113 рр.). 1096 року князь посварився з половецьким ханом Боняком, і орди кочовиків напали на Київ, зруйнували його околиці, спалили княжий дім Володимира у Берестовому, Красний двір Всеволода, всі будівлі Видубицького монастиря.
Великий князь (1113—1125) Володимир Мономах, Всеволодів син, відбудував монастир і зробив у ньому центр давньоруського літописання. У монастирі була велика бібліотека й майстерня для переписування книг. Князь зажадав доповнити літопис Нестора «Повість минулих літ», що кінчався тоді подіями 1095 року. Для цього він посадив у монастирі ченця Сільвестра, який здобув у Києво-Печерській лаврі високу на той час освіту, для доповнення і переробки праці Нестора. Сильвестр на вимогу князя наповнив літопис матеріалами, які б спонукали руських князів облишити міжусобиці й чвари і об'єднатися в боротьбі з ворогом навколо київського князя. Під час страшного погрому Києва ханом Батиєм Видубицький монастир уцілів, про що свідчить відвідини його 1250 року князем Данилом Галицьким на шляху до Золотої Орди.
Справжнє відродження монастиря відбулося в другій половині XVII ст., коли козацька старшина розбудовувала храми й давала щедрі дарунки на розвиток церкви. Павло Алепський писав про піднесення, що панувало в Україні в середині XVII ст.: «Народ торжествує, він вірить у початок мирного життя й поспішає відновити свої житла, укріплення, храми». Мандрівник був свідком відновлення Михайлівського собору у Видубичах. У 1690-х стародубський полковник Михайло Миклашевський, наслідуючи гетьмана Івана Мазепу, який був великим будівничим і меценатом, спорудив у Видубицькому монастирі Георгіївську церкву, Спаську трапезну та двоповерховий братський корпус. А гетьман Данило Апостол у 1727—1733 роках спорудив в'їзну браму, дзвіницю та кам'яний мур навколо монастиря.
На Видубичах прокладено Видубицьку вулицю. Вид з гори на території Центрального Ботанічного саду на Видубицький монастир, р. Дніпро та Київські новобудови — Осокорки та Позняки.
У часи УРСР на території Видубицького монастиря було розміщено Інститут археології Академії наук України. Після набуття Україною незалежності Інститутові археології було надано інше приміщення, а Видубицький монастир з того часу почав відроджуватися та став діючим чоловічим монастирем.

## Транспорт
- Станція метро «Видубичі».
- Автостанція «Видубичі».
- Залізниця: зупинні платформи Видубичі та Видубичі Трипільські.

## Галерея

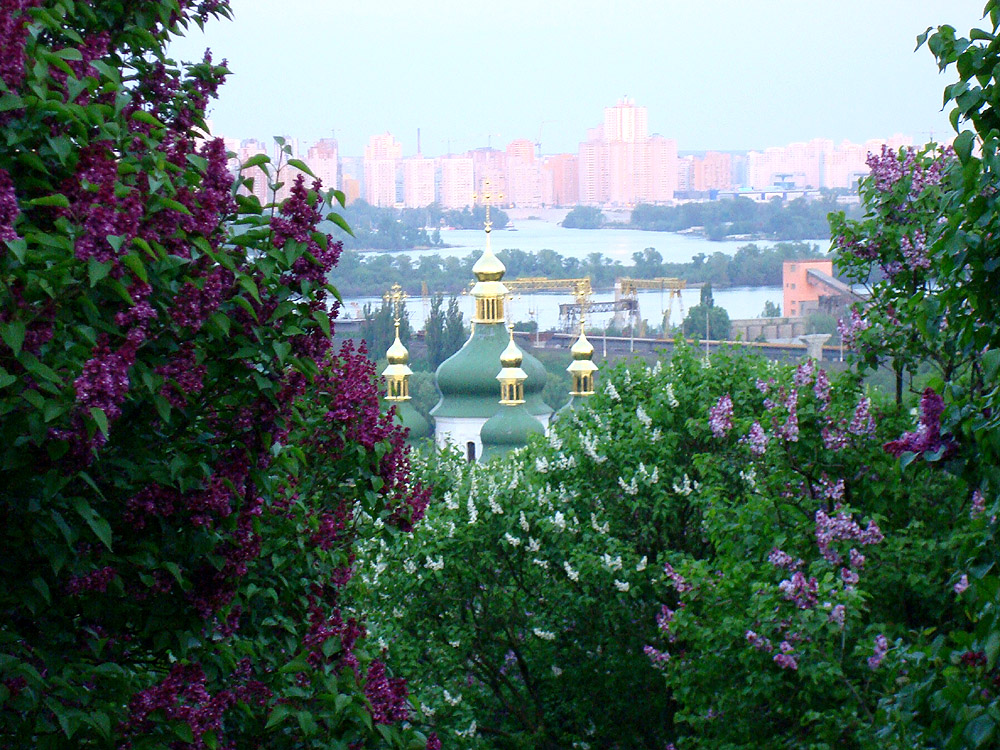
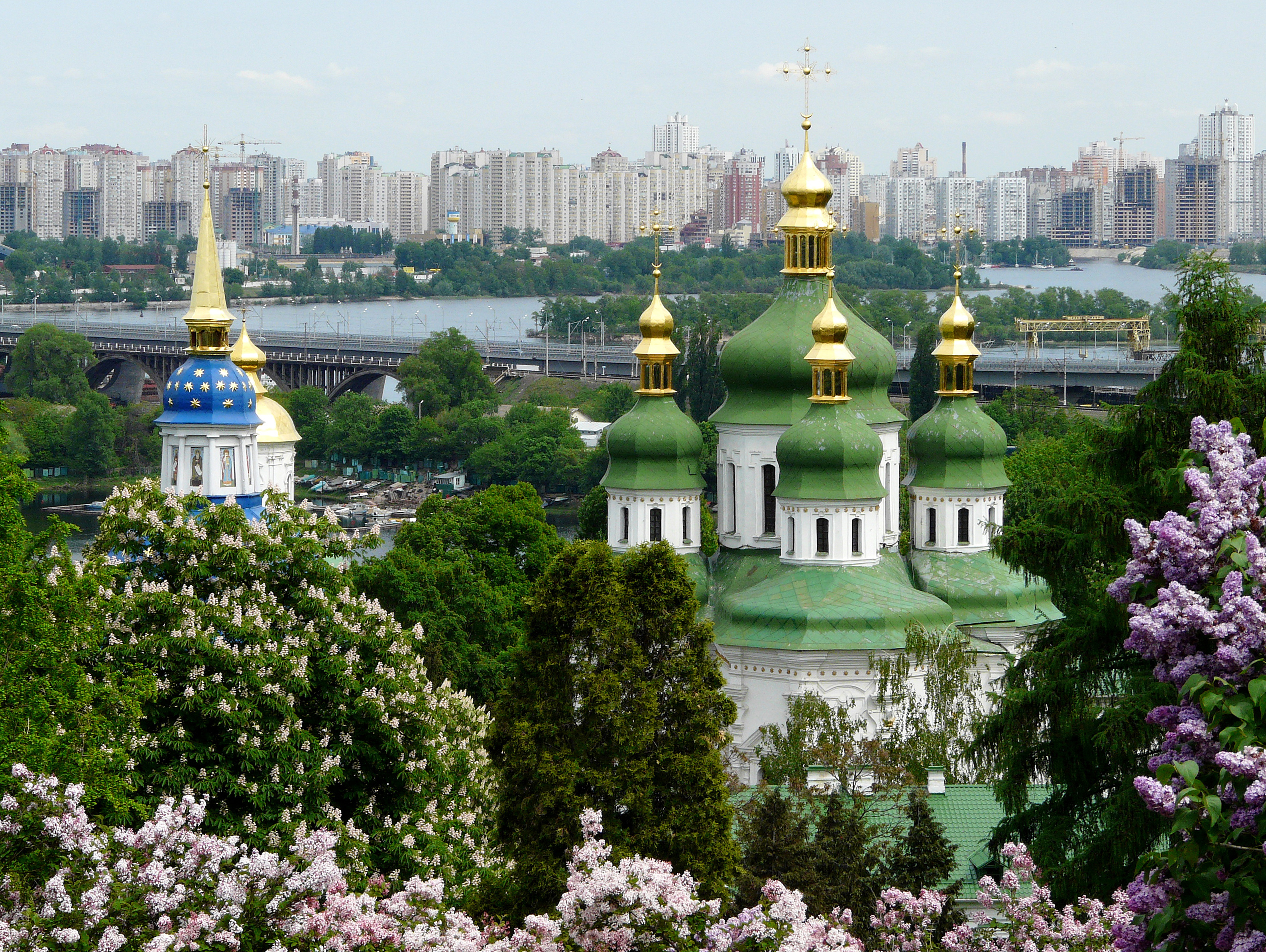
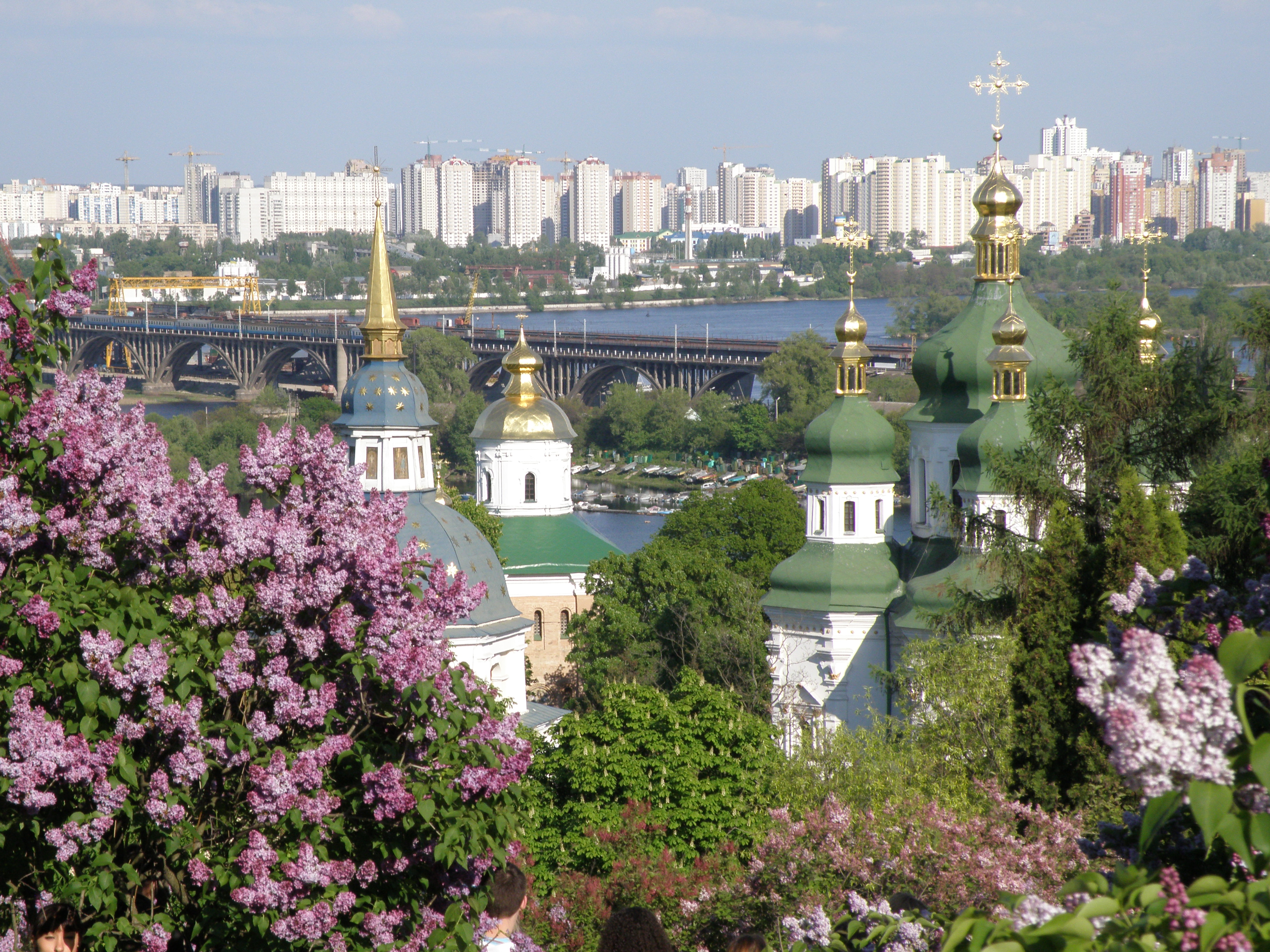
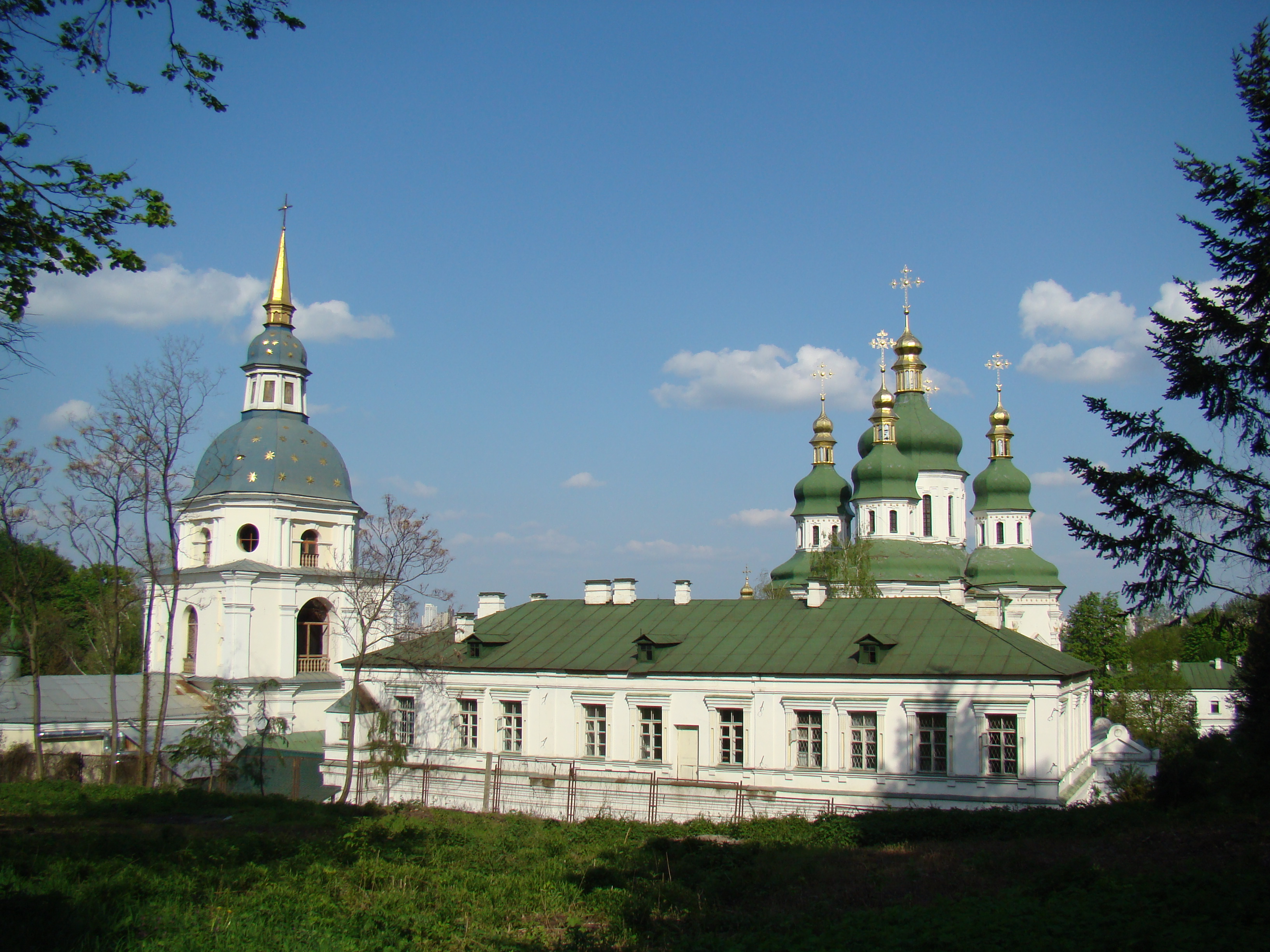